# Psychotria avenis
Psychotria avenis är en måreväxtart som beskrevs av Jean Armand Isidore Pancher och Georges Eugène Charles Beauvisage. Psychotria avenis ingår i släktet Psychotria och familjen måreväxter. Inga underarter finns listade i Catalogue of Life.